# Ла Рош-Курбон
Ла-Рош Курбон (Ларош-Курбон, фр. Château de la Roche-Courbon) — большой замок (шато) в департаменте Приморская Шаранта, во Франции. Расположен в болотистой местности, в коммуне Сен-Поршер между Сентом и Рошфором.
Замок заложил в 1475 году местный феодал Жан II де Латур. В XVII веке маркизы де Курбон строят рядом с мрачными средневековыми развалинами элегантную резиденцию, сохранившуюся до наших дней. В начале XVIII век усадьбой владели ирландский адмирал Мак-Немара (фр.) и его зять Жан Степлтон (фр.), основатель сахарных плантаций на Сан-Доминго. В 1785 году замок вернулся к маркизу де Курбон, чьи потомки оставались в родовом гнезде в годы революционных потрясений и Первой империи. За это время они разорились, и усадьба стала приходить в запустение.

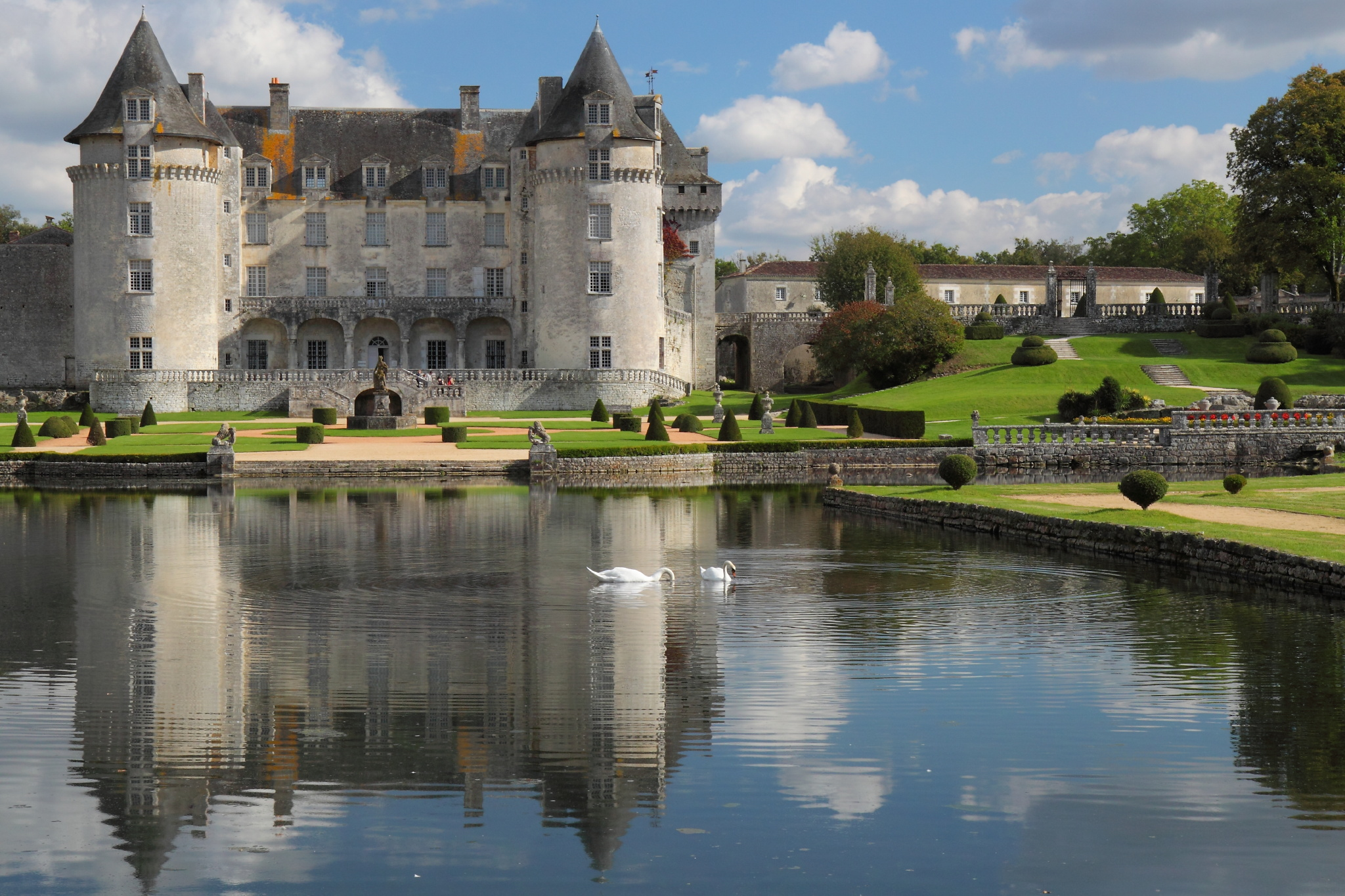
Фасад

Известный писатель Пьер Лоти с сестрой часто бывали в этих местах и восхищались заброшенным «замком спящей красавицы». Благодаря усилиям Лоти замок обрёл новых владельцев, которые взялись за тщательную реконструкцию исторических зданий и интерьеров. Особенный интерес ввиду своей сохранности представляет уборная комната, отделанная в 1662 году. Сады вокруг замка приобрёли свой нынешний облик и ухоженный вид в 1936-39 гг. В 1946 г. Жан Кокто снимал на территории фильм «Красавица и чудовище».
По состоянию на 2012 год усадьба находится в частной собственности и классифицируется как памятник истории. Регулярный парк включён в Список знаменитых садов Франции (фр.), составляемый министерством культуры.